# Notochthiphila longiseta
Notochthiphila longiseta är en tvåvingeart som beskrevs av Tanasijtshuk 1996. Notochthiphila longiseta ingår i släktet Notochthiphila och familjen markflugor.
Artens utbredningsområde är Victoria i Australien. Inga underarter finns listade i Catalogue of Life.